# تيتو سيمون
تيتو سيمون (بالإنجليزية: Tito Simon)‏ هو مغني جامايكي، ولد في 1948.